# Čardaš
Čardaš je najbolj znan madžarski ples.

## Etimologija
Ime je izpeljano iz besede csárdá, kar pomeni krčma ali vaška točilnica. Prvič se je izraz pojavil leta 1835, ko je skladatelj Rószavölgyi eno od svojih del naslovil Počasni čardaš. 
V času ozaveščanja o nacionalnih vrednotah se je ples bliskovito razširil po vsej Madžarski, izrinil različne nemške in zahodne plese v ozadje ter postal madžarski nacionalni ples.
Čardaš združuje številne tradicionalne poteze različnih parnih plesov. Počasnemu, patetičnemu kolu moških v molu sledi divji, stopnjujoči glasovni ples parov v duru v sodnem taktu.
Kot ljudsko glasbo igrajo čardaš vse do danes predvsem madžarski ciganski ansambli, vendar je v številnih skladbah prodrl tudi v umetno glasbo.